# Pachnoda marginata
Pachnoda marginata es una especie de escarabajo del género Pachnoda, familia Scarabaeidae. Fue descrita científicamente por Drury en 1773.

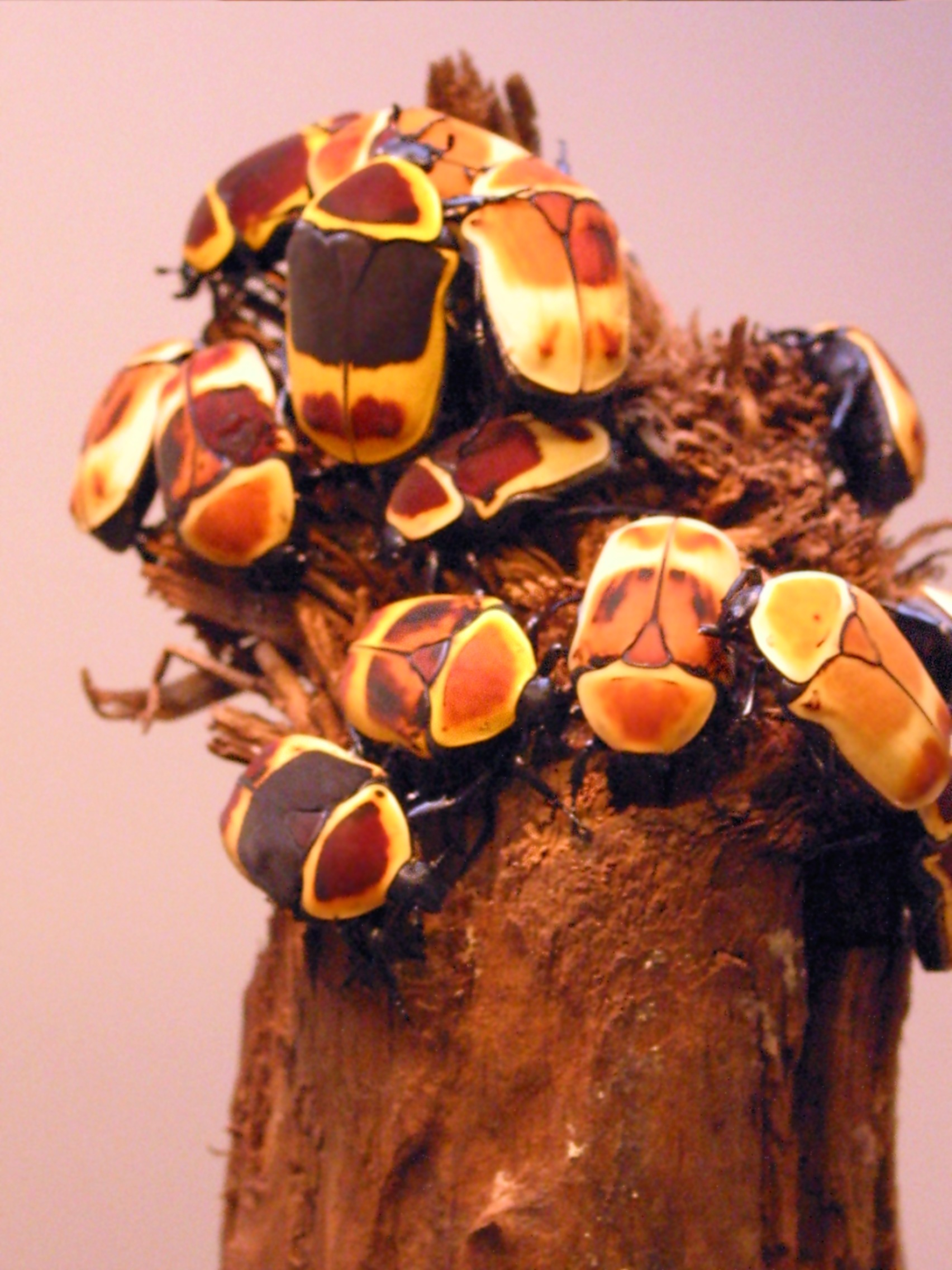
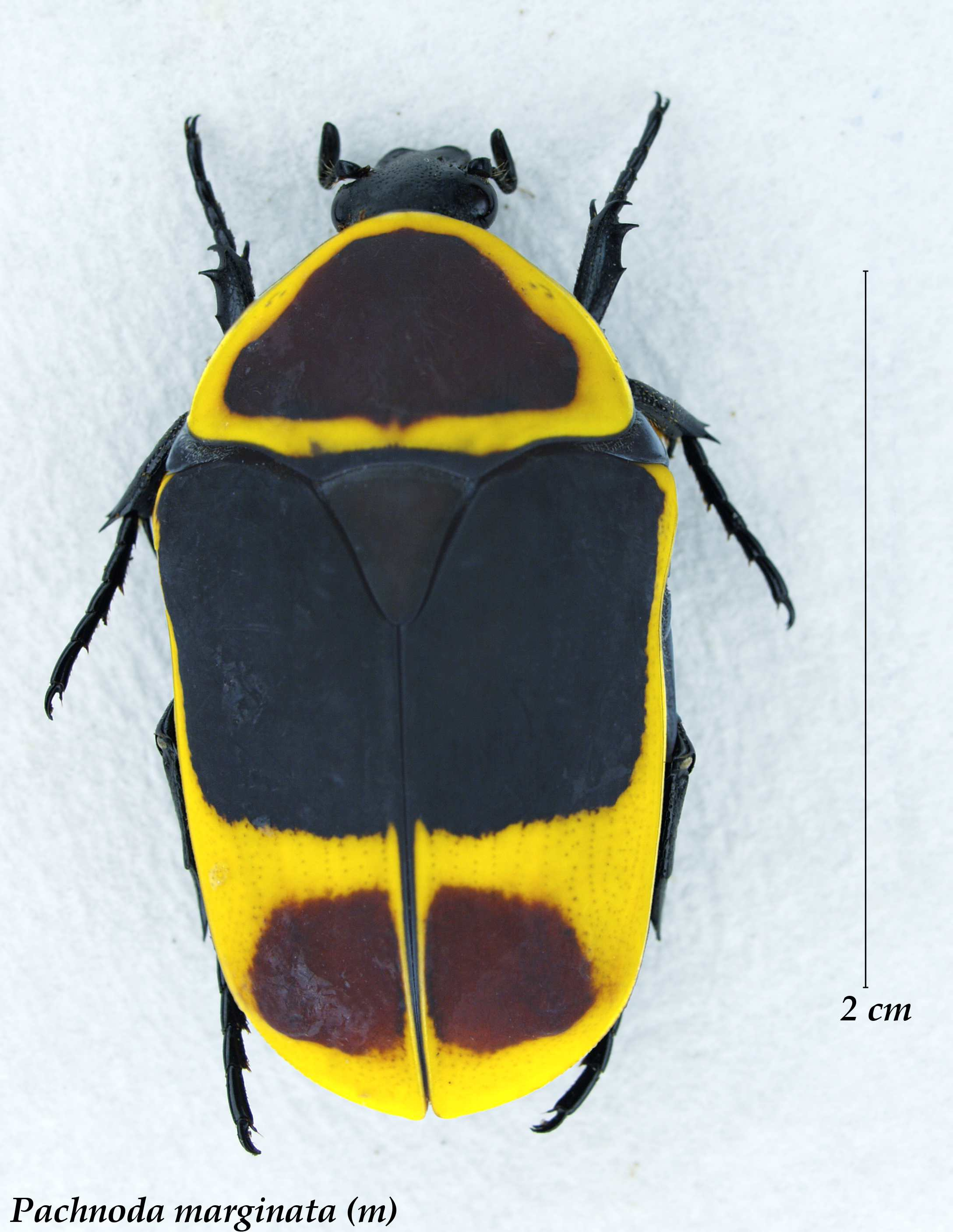
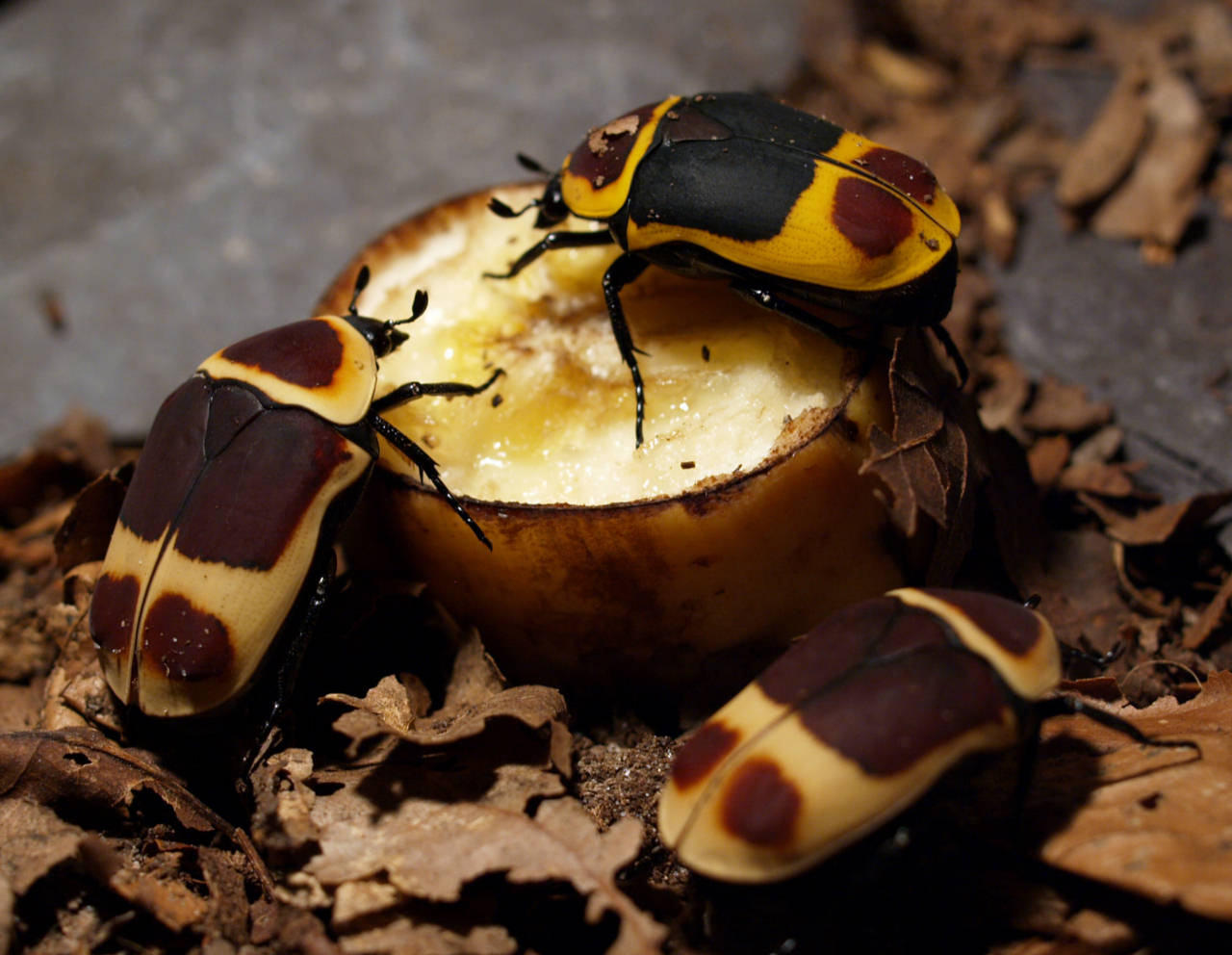
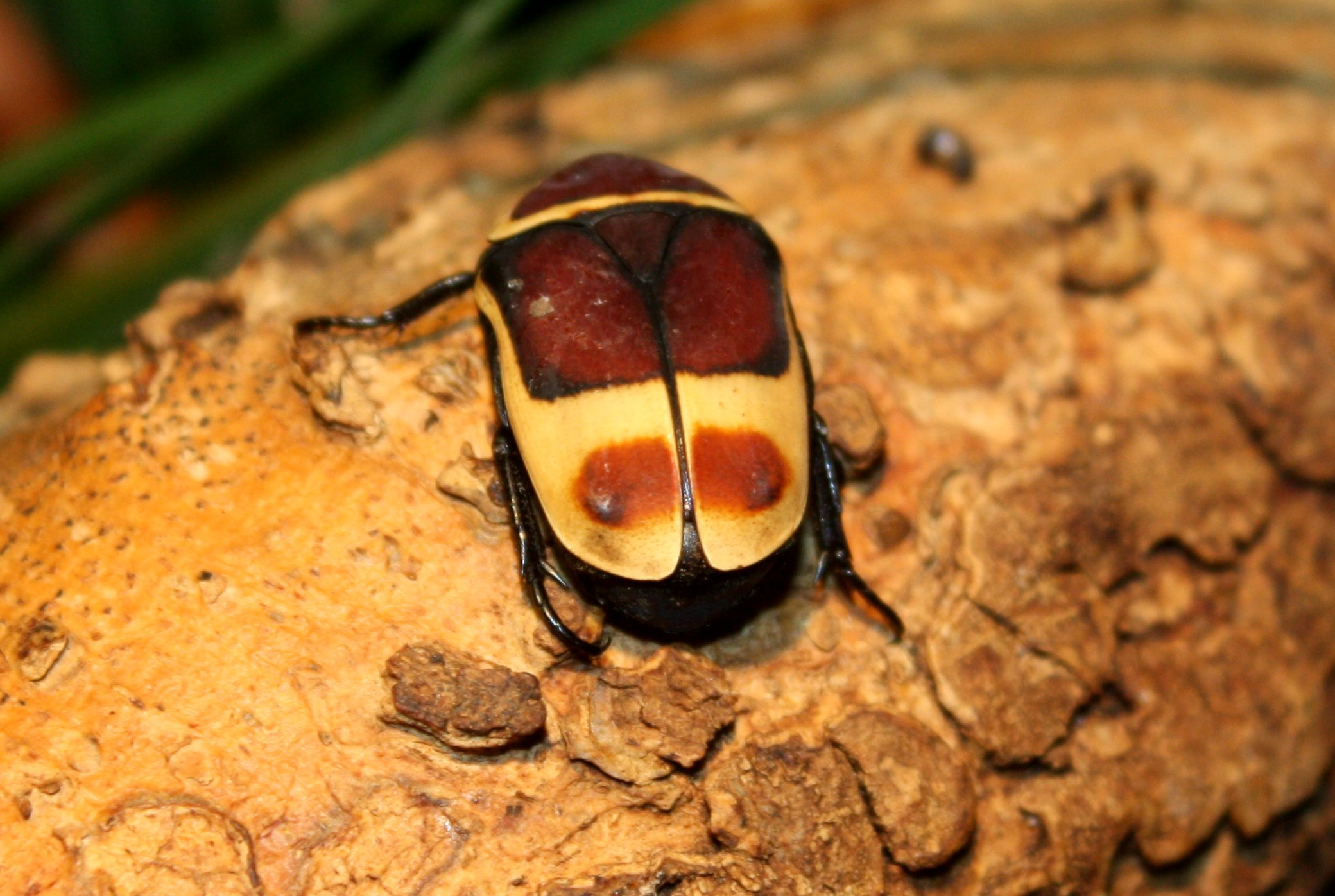

Habita en Gambia y Arabia.